# Il tempo si è fermato
Il tempo si è fermato is een Italiaanse dramafilm uit 1959 onder regie van Ermanno Olmi.

## Verhaal
Twee mannen bewaken in de winter een verlaten bouwterrein, terwijl de arbeiders allemaal naar huis zijn. Wanneer een van de mannen op een dag zijn ontslag neemt, wordt hij vervangen door een vrolijke student uit de stad. De oude bewaker is gewend aan ellende en eenzaamheid. Hij wordt overdonderd door die nieuwe ervaring.

## Rolverdeling
| Acteur          | Personage      |
| --------------- | -------------- |
| Natale Rossi    | Natale         |
| Roberto Seveso  | Roberto Seveso |
| Paolo Quadrubbi | Salvetti       |